# Piast (jezioro)
Piast – jezioro w woj. wielkopolskim, w powiecie czarnkowsko-trzcianeckim, w gminie Drawsko, leżące na terenie Kotliny Gorzowskiej.

## Dane morfometryczne
Powierzchnia zwierciadła wody według różnych źródeł wynosi od 13,0 ha przez 13,5 ha do 15,46 ha (lustra wody) lub 16,1 ha (ogólna).
Zwierciadło wody położone jest na wysokości 45,2 m n.p.m. lub 45,8 m n.p.m. Średnia głębokość jeziora wynosi 1,7 m, natomiast głębokość maksymalna 3,0 m.

## Hydronimia
Według urzędowego spisu opracowanego przez Komisję Nazw Miejscowości i Obiektów Fizjograficznych (KNMiOF) nazwa tego jeziora to Piast. W różnych publikacjach podawana jest oboczna nazwa tego jeziora – Kwiejce.